# جاسم المطير
جاسم محمد المطير (1934-2023)، هو باحث اقتصادي وسياسي وقاص وروائي عراقي، من مواليد البصرة، بدأ ممارسة الكتابة الاجتماعية السياسية منذ عام 1952، نشر عشرات المقالات والابحاث في الدوريات العراقية، وأصدر عام 1975 كتابه الأول بعنوان (الانفتاح الاقتصادي في مصر).

## دراسته
حاصل على دبلوم في الصحافة من مصر عام 1956، وعلى دبلوم من كلية التضامن في ألمانيا الشرقية عام 1971، بدأ يكتب في جريدة الجمهور البغدادية. تخرج من إعدادية التجارة عام 1960، ثم ترك الدراسة للتفرغ للعمل السياسي، بعدها قرر ترك العمل السياسي متجهاً الى عالم الكتب والتأليف، حضر عدة مؤتمرات اقتصادية منها مؤتمر أوبك سنة 1979، والمؤتمر العربي النفطي الأول في الإمارات العربية المتحدة، وعمل في الصحافة الوطنية عام 1952 حتى وفاته عام 2023.

## مؤلفاته
- «النفط والاحتكارات ودول الأوبك»، بغداد، 1973.
- «الانفتاح الاقتصادي حصان الرأسمالية المريضة»، مطبعة الأديب ببغداد 1976.
- «النفط والاستعمار والصهيونية»، دار الثورة، بغداد 1978
- «الدر المثير في الأدب الصغير والأدب الكبير»، بغداد، 1989.[6]
- «المولود في مدن القلق»، عمان 1997.
- «رسائل حب خليجية» (رواية)
- «زقاق الاقنان» (رواية).
- «تأملات سجان» (رواية).
- «عاشقان من بلاد الرافدين» (رواية)
- «الكارثة».

## وفاته
توفي في هولندا في 23 يناير 2023 عن عمر ناهز 88 عاماً بعد معاناة طويلة مع المرض.